# Gerhard von Ennstal
Gerhard von Ennstal († 21. Oktober 1284) war Bischof von Lavant.
Gerhard von Ennstal entstammte einer steirischen Landesministerialienfamilie, deren Burg im Ennstal der bedeutendste Stützpunkt Salzburgs war. Sein Bruder Johann von Ennsthal war Bischof von Chiemsee und Gurk. 1258 wurde er Abt des Benediktinerstiftes St. Paul im Lavanttal, im Jahr 1275 wurde er durch den Salzburger Erzbischof Friedrich II. von Walchen zum Bischof von Lavant ernannt, behielt die Abtei St. Paul jedoch bis zu seiner Weihe 1278 zur Administration. Der Bamberger Bischof schenkte Bischof Gerhard 1277 das Haus in Wolfsberg, in dem bereits sein Vorgänger residierte. 